# 戴斯棉尾兔
戴斯棉尾兔（學名：Sylvilagus dicei）是棉尾兔屬的一個物種，分布於橫跨哥斯大黎加與巴拿馬的塔拉曼卡山區內的雲霧森林與高山稀疏草原中，是當地的特有種，目前對此物種的了解尚少。

## 分類
戴斯棉尾兔於1932年由威廉·P·哈里斯描述發表。過去本種曾被視為森林兔的一個亞種，現在則被視為一個獨立物種。本種的模式產地位於哥斯大黎加塔拉曼卡山脈的El Copey de Dota，當地海拔為1800公尺。

## 外形
戴斯棉尾兔在棉尾兔中算體型較大的，其背部有黑色與棕色的斑點，脅腹部呈灰黑色，腹部為白色，尾部則為黑色、且較小，喉部有一棕色斑紋。

## 保育狀況
目前對戴斯棉尾兔的族群生態了解尚少，不過與當地人的訪談顯示此物種的數量可能在下降中，外來種的郊狼、森林大火、棲地破壞與捕獵等都可能對其生存構成威脅。2012年，哥斯大黎加宣布捕獵本種為非法，但鄉間可能仍持續有捕獵發生。